# Савицкая, Валентина Флегонтовна
Валентина Флегонтовна Савицкая (урожд. Кравченко) (27 декабря 1916 (9 января 1917) — 15 февраля 2000) — советская лётчица, в годы Великой Отечественной войны — штурман 587-го — 125-го гвардейского Борисовского орденов Суворова 3-й степени и Кутузова 3-й степени бомбардировочного авиационного полка имени Героя Советского Союза Марины Расковой 4-й гвардейской бомбардировочной авиационной дивизии 5-го гвардейского бомбардировочного авиационного корпуса. Герой Российской Федерации (10.04.1995). Гвардии капитан (1944).

## Биография

### Ранние годы
Валентина Кравченко родилась 27 декабря 1916 года (9 января 1917 г. по новому стилю) в городе Владивосток. После гражданской войны семья переехала в город Щеглов (ныне Кемерово) Томской губернии. По национальности русская. Окончила среднюю школу № 12 в Кемерово в 1931 году и Кемеровский коксохимический техникум в 1935 году. Работала инженером-технологом на Кемеровском коксохимическом заводе, заочно училась в Томском индустриальном институте. В 1939 году окончила Кемеровский аэроклуб, после чего поступила в Херсонскую авиационную школу лётчиков-инструкторов Осоавиахима. С июня 1940 года работала лётчиком-инструктором Саратовского аэроклуба.

### Великая Отечественная война
Вступила в ряды Красной Армии добровольцем в октябре 1941 года, узнав о приказе наркома обороны СССР И. В. Сталина № 0099 от 8 октября 1941 года о формировании женских авиационных полков. В феврале 1942 года окончила курсы штурманов при Энгельсской военной авиационной школе пилотов и тогда же была зачислена в состав 587-го бомбардировочного авиационного полка под командованием Героя Советского Союза Марины Расковой, который формировался в Саратовской области. В январе 1943 года с полком прибыла на фронт.
Участница Великой Отечественной войны, весь свой боевой путь прошла в этом полку. 23 сентября 1943 года, за выдающуюся отвагу личного состава и в память о легендарной летчице Марине Расковой, приказом Народного комиссара обороны СССР Иосифа Виссарионовича Сталина, 587-й бомбардировочный авиационный полк получил гвардейское звание и был переименован в 125-й гвардейский бомбардировочный авиационный полк имени Героя Советского Союза Марины Расковой. Полк был вооружён пикирующими бомбардировщиками Пе-2 и входил в состав (223-й бомбардировочной авиационной дивизии 2-го бомбардировочного авиационного корпуса (16-я воздушная армия) на Донском фронте. В феврале 1943 года полк в составе дивизии был передан на Центральный фронт, в марте 1943 года – на Воронежский фронт, в апреле 1943 года – на Северо-Кавказский фронт. После присвоения гвардейского звания полк воевал на Западном фронте, с июня 1944 года — в составе 3-го Белорусского фронта, с июля 1944 года в составе 1-го Прибалтийского фронта, с февраля 1945 года — в составе 2-го Прибалтийского фронта, и с апреля 1945 года до Победы — в составе Курляндской группы войск Ленинградского фронта.
В составе полка Валентина Кравченко принимала участие в Сталинградской битве, Харьковской оборонительной операции, в битве за Кавказ, в Воздушных сражениях на Кубани весной 1943 года, Смоленской, Белорусской, Прибалтийской, Восточно-Прусской наступательных операциях и в блокаде Курляндской группировки немецких войск.
В апреле и мае 1943 года в составе 4-й воздушной армии Кравченко бомбила вражеские укрепления на «Голубой линии» на Кубани. С 19 июля 1943 года по 20 июля 1944 года она активно участвовала в Курской битве, в Спас-Деменской, Ельнинской, Смоленской наступательных операциях, обеспечивая наступление советских войск на Витебском и Оршанском направлениях, содействуя войскам Калининского фронта по прорыву обороны противника на участке Клевцы-Сельцо в районе города Духовщина. За совершение 23 успешных боевых вылетов штурман эскадрильи 587-го бомбардировочного полка старший лейтенант Кравченко была награждена 5 сентября 1943 года орденом Красного Знамени.
С начала 1945 года по 5 февраля 1945 года Валентина Флегонтовна совершала боевые вылеты в составе войск 3-го Белорусского фронта, нанося бомбовые удары по вражеским войскам и боевой технике противника в Восточной Пруссии в Восточно-Прусской наступательной операции, а также уничтожала позиции артиллерии и живую силу противника на Курляндском полуострове в районе Скрунда-Приекуле. За совершение 61 успешного боевого вылета штурман эскадрильи 125-го гвардейского бомбардировочного полка гвардии капитан Кравченко была награждена 29 апреля 1945 года орденом Александра Невского.
За годы войны Валентина Кравченко совершила 79 успешных боевых вылетов, нанеся врагу значительный урон в живой силе и боевой технике (по другим данным, к маю 1945 года выполнила 66 боевых вылетов). За выдающиеся военные заслуги она в конце войны была представлена к званию Героя Советского Союза, но по неизвестным причинам эту высокую награду ни во время войны, ни после неё она не получила.

### Жизнь после войны
После войны Валентина Кравченко служила в родном полку, который летом 1945 года был переведён в Прибалтийский военный округ (г. Паневежис). С августа 1946 года гвардии капитан В. Ф. Кравченко в запасе.
Вскоре после Победы она вышла замуж за фронтового лётчика-бомбардировщика гвардии капитана Николая Митрофановича Савицкого и сменила фамилию на Савицкую. Проживала в Паневежисе, где работала инспектором отдела кадров сахарного завода. С 1950 года жила в Таганроге, работала инженером-технологом авиазавода № 31 имени Г. Димитрова. С 1952 года жила в Москве, где работала инженером-технологом в Научно-исследовательском институте приборостроения, занималась проблемами создания космических аппаратов. С 1972 года на пенсии.
10 апреля 1995 года Указом Президента Российской Федерации № 347 «за мужество и героизм, проявленные в борьбе с немецко-фашистскими захватчиками в Великой Отечественной войне 1941—1945 годов» гвардии капитану в отставке Савицкой Валентине Флегонтовне присвоено звание Героя Российской Федерации с вручением медали «Золотая Звезда».
С 1 марта 1999 года, распоряжением Мэра Москвы, для женщин — участниц Великой Отечественной войны, Героев Советского Союза и Российской Федерации, проживающих в Москве, была установлена дополнительная социальная поддержка. Среди женщин, удостоенных этой поддержки, была и Валентина Флегонтовна Савицкая.
Валентина Савицкая скончалась 15 февраля 2000 года, в Москве. Похоронена на Митинском кладбище (участок 95а), на могиле установлен памятник.

## Воинские звания
- лейтенант (22.02.1942),
- старший лейтенант (7.05.1943),
- капитан (8.12.1944).

## Награды
- Герой Российской Федерации (10.04.1995)[12]
- Орден Красного Знамени (5.09.1943)
- Орден Александра Невского (29.04.1945)
- Орден Отечественной войны 2-й степени (11.03.1985)
- Орден Красной Звезды (4.05.1943)
- Медали

## Память
В мае 2005 года на фасаде дома № 2к1 по улице Туристской, в котором жила Валентина Савицкая (район «Тушино Южное», Северо-Западный округ Москвы) установлена мемориальная доска.